# دانشگاه سیری ناخارین ویروت
دانشگاه سیری ناخارین ویروت (تایلندی: มหาวิทยาลัย ศรีนครินทรวิโร) (SWU) یک دانشگاه عمومی در بانکوک، تایلند است. این دانشگاه در سال ۱۹۴۹ تأسیس شد و پادشاه بومیبول آدولایدج به یاد مادرش شاهزاده خانم سریناگراندرند این نام را بر روی دانشگاه نهاد. این دانشگاه اولین مؤسسه آموزش عالی در تایلند می‌باشد که در زمینه تربیت معلم فعالیت می‌کند.

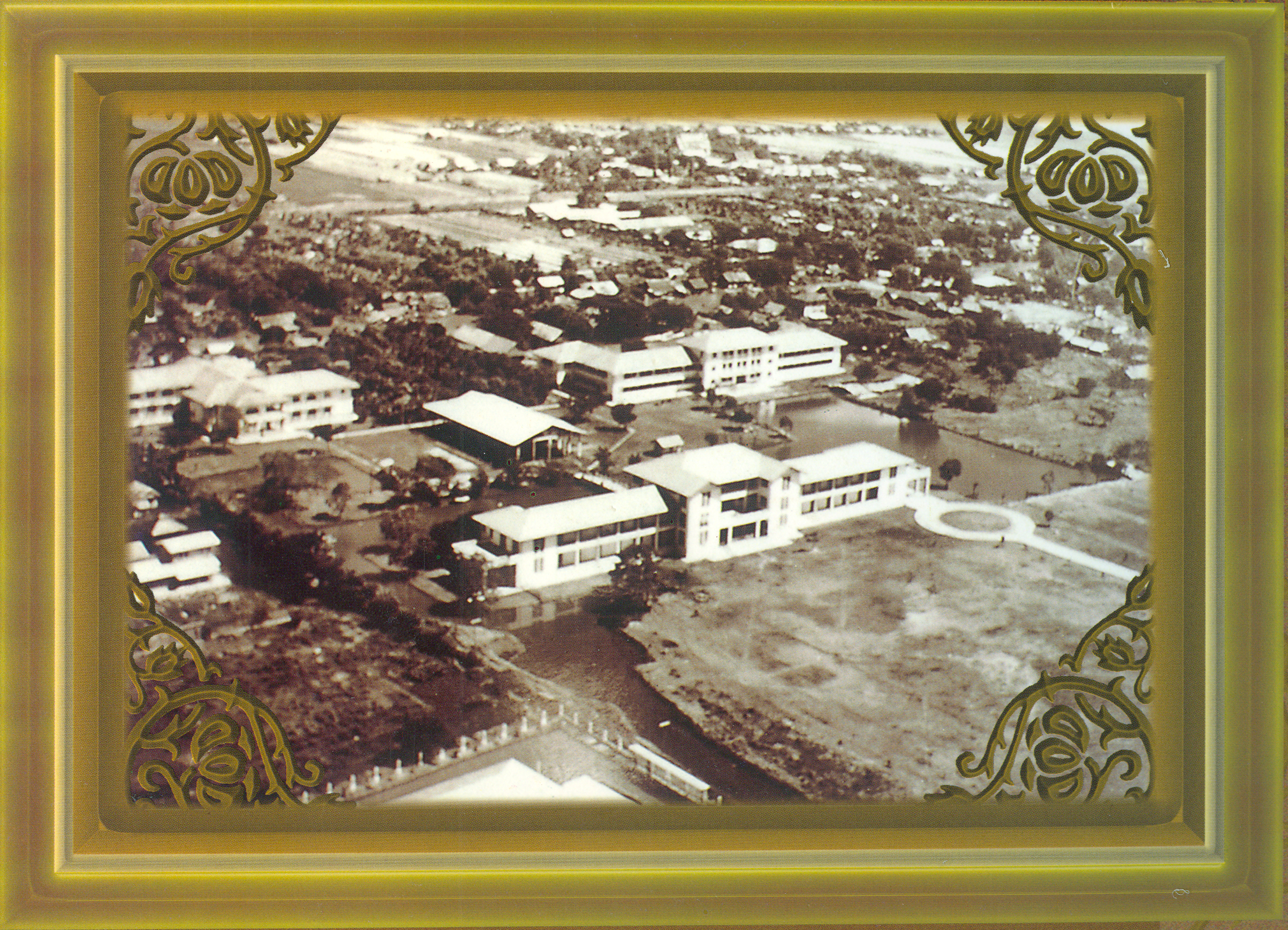
دانشگاه سیری ناخارین ویرت

دانشگاه Srinakharinwirot دارای دو شعبه می‌باشد:
- شعبه پراسانمیت، بانکوک
- شعبه اون خاراک در استان ناخن نایوک

## تاریخچه
فعالیت‌های اولیه این دانشگاه با اولین دوره تربیت معلم در شعبه پراسانمیت واقع در بانکوک که در سال ۱۹۴۹ افتتاح شده بود آغاز گردید این شعبه از دانشگاه در نوع خود اولین نمونه از مرکز تربیت معلم بود در سال ۱۹۵۳ این شعبه تبدیل به کالج آموزشی شد و می‌توانست مدارکی در سطوح کارشناسی برای رشته‌های آموزشی اعطا نماید. بعدها رشته‌های کارشناسی و کارشناسی ارشد نیز در این دانشگاه راه اندازی شد ازسال ۱۹۶۴ نیز شعبه و نمایندگی‌های دیگری نیز از این دانشگاه در اقصی نقاط کشور نیز افتتاح شد که برخی از آنها عبارتند از:

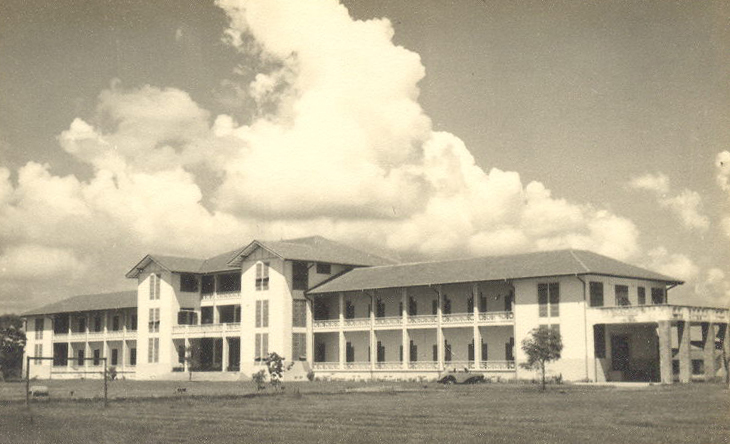
ساختمان شعبه پراسانمیت سال، ۱۹۸۰

- شعبه پیسانالوک، برای شمال کشور، نام کنونی دانشگاه Naresuan
- شعبه ماها ساراخام، برای شمال شرق کشور، نام کنونی دانشگاه ماها ساراخام
- شعبه بنگسن، برای جنوب شرقی کشور، نام کنونی دانشگاه Burapha
- شعبه Songkhla، برای جنوب کشور، نام کنونی دانشگاه تاکسین

شعبه‌های مرکزی دیگری نیز به شرح ذیل تأسیس شدند:
- پردیس پتوم وان، در حال حاضر با دانشگاه پراسانمیت ادغام شده‌است
- پردیس تربیت بدنی، در حال حاضر با دانشکده تربیت بدنی، دانشگاه آونگ خاراک ادغام شده‌است
- پردیس بنگ خن، در حال حاضر با دانشگاه پراسانمیت ادغام شده‌است

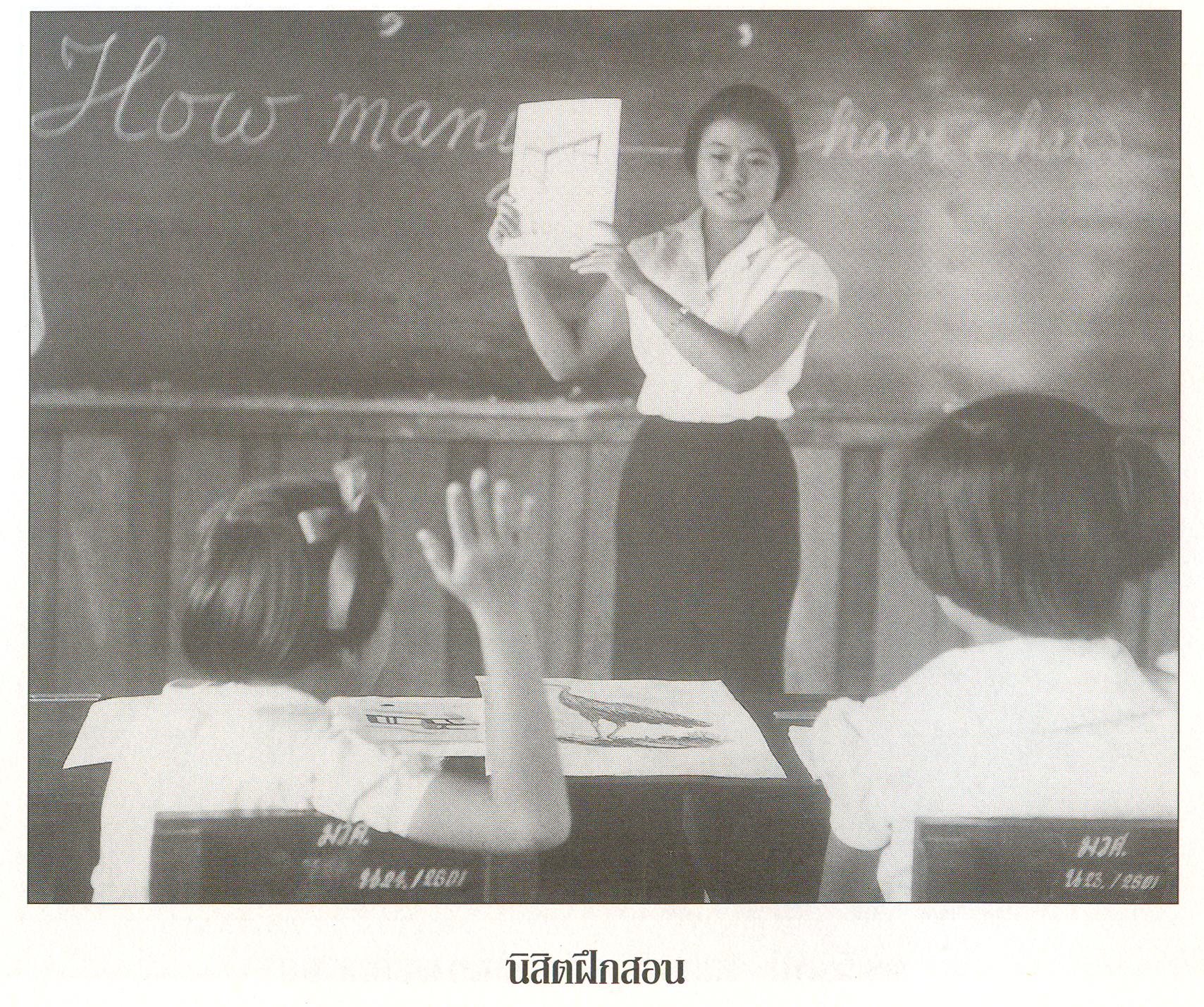
آموزش عالی در تایلند صرفاً بر آموزش معلمان تمرکز دارد

در سال ۱۹۷۴ با دستور پادشاه این دانشگاه به یه یک مرکز آموزش عالی تبدیل شد و نام دانشگاه سیری ناخارین ویروت به ان اعطا شد که معنی آن افتخار شهر می‌باشد
این دانشگاه در سطح کارشناسی در رشته‌های آموزش، حقوق بشر، علوم اجتماعی، علوم طبیعی، تربیت بدنی و در سطح کارشناسی ارشد در رشته آموزش برنامه‌های متنوعی ارائه می‌دهد در برنامه توسعه پنجم از سال ۱۹۸۲ تا ۱۹۸۶ دانشکده داروسازی نیز به این دانشگاه اضافه شد در برنامه هفتم توسعه از سال ۱۹۹۲ تا ۱۹۹۶ دانشکده‌های مهندسی، هنرهای آزاد و دندانپزشکی نیز به جمع دیگر دانشکده‌ها پیوستند و در فاز هشتم که از سال ۱۹۹۷ تا ۲۰۰۱ بود رشته‌های داروخانه داری، علوم بهداشت و سلامت و پرستاری نیز به رشته‌های این دانشگاه اضافه گردید شعبه پراسانمیت دانشگاه که در بانکوک واقع شده به یکی از مراکز عالی جهت دوره‌های آموزشی تحصیلات تکمیلی تبدیل شده‌است در حالیکه شعبه آونگ کاروک به توسعه رشته‌های بهداشت و سلامت و تکنولوژی و محیط زیست و خدمات عمومی تأکید زیادی دارد.
در گذر زمان و سالهای متمادی شعبه‌های مختلف این دانشگاه به سرعت رشد کرده و هم از نظر فضا و هم دانشجو به حدی رسیده‌اند که خود به دانشگاه‌های مجزایی تبدیل گشته‌اند و هم‌اکنون شعبه موجود در بانکوک شعبه مادر به حساب می‌آید.

## دانشکده‌ها / موسسات

### دانشکده‌ها
- دانشکده آموزش
- دانشکده علوم انسانی
- دانشکده هنرهای زیبا
- دانشکده علوم اجتماعی
- دانشکده تربیت بدنی
- دانشکده علوم
- دانشکده پزشکی
- دانشکده پرستاری
- دانشکده داروسازی
- دانشکده دندانپزشکی
- دانشکده علوم بهداشتی
- دانشکده مهندسی
- دانشکده کشاورزی نوآوری و فناوری

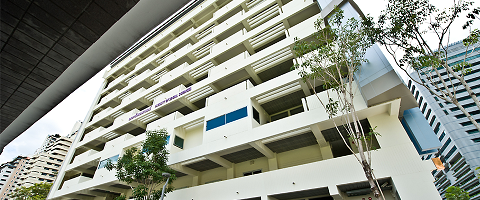
دانشکده علوم اجتماعی

- دانشکده فرهنگ محیط زیست و اکوتوریسم

### کالج‌ها

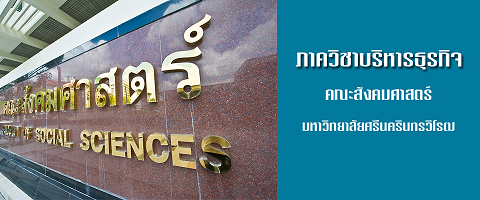
کالج علوم اجتماعی

- کالج بین‌المللی مطالعات پایدار
- کالج نوآوری ارتباطات اجتماعی
- کالج Bodhivijjalaya

### مدارس
- بخش تحصیلات تکمیلی
- دانشکده اقتصاد و سیاست عمومی

### موسسات / مراکز
- مؤسسه تحقیقات علوم رفتاری
- مؤسسه فرهنگ و هنر

- مؤسسه توسعه تحقیقات
- مؤسسه تحقیق و تفکر استراتژیک

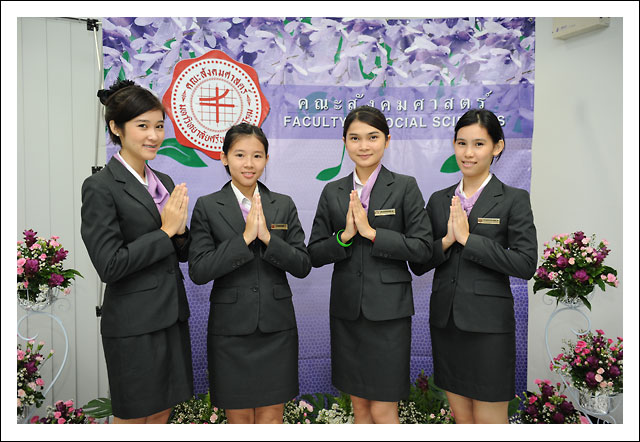
دانشجویان SWU

- مؤسسه تحقیق و توسعه آموزش‌های ویژه
- دفتر تست آموزشی و روانشناسی
- مرکز کامپیوتر
- مرکز رسانه‌های آموزشی و فناوری
- کتابخانه مرکزی
- مرکز آموزش نوآوری
- مرکز آموزش علوم

### مدارس نمایش
- دانشکده نمایش پرستارنیمت، دانشگاه سریناخارینوایوتو (ابتدایی)
- دانشکده نمایش پرستارنیمت، دانشگاه سیناخارینوایروت (ثانویه)
- دانشکده نمایش پتوموان، دانشگاه سیناخارین وریت
- برنامه بین‌المللی Prasarnmit, Srinakharinwirot University (Secondary)[۱]
- دانشکده نمایش Ongkharak، دانشگاه Srinakharinwirot